# CF Brăila în sezonul 2011-2012
Sezonul 2011-2012 reprezintă al doilea sezon consecutiv pentru CF Brăila în Liga a II-a. 
Sezonul trecut, CF Brăila a terminat pe locul 15 în Liga a II-a, Seria I, acumulând 21 de puncte. Teoretic echipa era ca și retrogradată în Liga a III-a, însă în urma retragerii din campionat a fostei campioane a României, Unirea Urziceni, locul vacant în Liga a II-a, Seria I, este ocupat de prima echipă clasată sub linia retrogradării și cu licența luată. Astfel, în noul sezonul 2011-2012, CF Brăila va evolua din nou în cel de-al doilea eșalon.

## Rezultate
| 20 august 2011Etapa I | FC Botoșani          | 1-0 | CF Brăila | Botoșani                                                                                 |  |
| 11:00 EEST            | Andrei Patache (38') |     |           | Stadion: Stadionul Municipal Botoșani Spectatori: 2,000 (approx.) Arbitru: Cristian Sava |  |

| 27 august 2011Etapa II | CF Brăila                                                                                             | 4-0 | FC Snagov | Brăila                                                                                      |  |
| 11:00 EEST             | Călin Lucian MARIN(19'), Gabriel BOSOI(30'), Marcel Cristian OTVOȘ(73'), Clement PĂLIMARU(75 - pen.') |     |           | Stadion: Stadionul Municipal Brăila Spectatori: 2,000 (approx.) Arbitru: Ion Marius Marodin |  |

| 3 septembrie 2011Etapa III | FC Victoria Brănești                                                         | 3-0 | CF Brăila | Brănești                                                                              |  |
| 11:00 EEST                 | Valentin ALEXANDRU(25'), Andrei VASILESCU(45'), Iulian BUDUR(90+2 - autog.') |     |           | Stadion: Stadionul Cătălin Hâldan Spectatori: 2,000 (approx.) Arbitru: Bujor Cristina |  |

| 10 septembrie 2011Etapa IV | CF Brăila                                                  | 3-2 | Callatis Mangalia | Brăila                                                          |  |
| 11:00 EEST                 | Silviu MOISE(8'), Emmanuel NDIGWE(12'), Gabriel BOSOI(76') |     |                   | Stadion: Stadionul Municipal Brăila Spectatori: 2,000 (approx.) |  |

| 17 septembrie 2011Etapa V | Săgeata Năvodari                                 | 6-0 | CF Brăila | Năvodari                                                |  |
| 11:00 EEST                | Dorel ZAHARIA(2), Alexandru Sorin Mihai CHIȚU(4) |     |           | Stadion: Stadionul Petromidia Spectatori: 100 (approx.) |  |

| 24 septembrie 2011Etapa VI | CF Brăila                                | 2-1 | CSMS Iași                | Brăila                                                        |  |
| 11:00 EEST                 | Emmanuel NDIGWE(45'), Gabriel BOSOI(85') |     | Claudiu Dorin TUDOR(22') | Stadion: Stadionul Municipal Brăila Spectatori: 100 (approx.) |  |

| 01 octombrie 2011Etapa VII | Dunărea Galați                                | 2-1 | CF Brăila     | Galați                                               |  |
| 11:00 EEST                 | Radu CHELARU(90+3'), Csaba BORBELY(aut - 53') |     | Gabriel Bosoi | Stadion: Stadionul Dunărea Spectatori: 100 (approx.) |  |

| 08 octombrie 2011Etapa VIII | CF Brăila               | 1-0 | FCM Bacău | Brăila                                                          |  |
| 11:00 EEST                  | Clement PĂLIMARU(90+2') |     |           | Stadion: Stadionul Municipal Brăila Spectatori: 2,000 (approx.) |  |

| 15 octombrie 2011Etapa IX | CF Brăila               | 1-1 | Farul Constanța | Brăila                                                          |  |
| 11:00 EEST                | Călin Lucian MARIN(69') |     | Adrian PĂTULEA  | Stadion: Stadionul Municipal Brăila Spectatori: 2,000 (approx.) |  |

| 22 octombrie 2011Etapa X | Viitorul Constanța         | 1-0 | CF Brăila | Ovidiu (oraș)                                           |  |
| 11:00 EEST               | Ionuț Justinian LARIE(89') |     |           | Stadion: Stadionul Orășenesc Spectatori: 1000 (approx.) |  |

| 29 octombrie 2011Etapa XI | CF Brăila                  | 1-0 | FC Dinamo II București | Brăila                                                          |  |
| 11:00 EEST                | Silviu Cristian MOISE(13') |     |                        | Stadion: Stadionul Municipal Brăila Spectatori: 2,000 (approx.) |  |

| 05 noiembrie 2011Etapa XII | CS Otopeni              | 1-0 | CF Brăila | Otopeni                                                |  |
| 11:00 EEST                 | Ciprian Ionuț URSU(78') |     |           | Stadion: Stadionul Otopeni Spectatori: 1,000 (approx.) |  |

| 12 noiembrie 2011Etapa XIII | CF Brăila | 0-0 | Delta Tulcea | Brăila                                                          |  |
| 11:00 EEST                  |           |     |              | Stadion: Stadionul Municipal Brăila Spectatori: 2,000 (approx.) |  |

| 19 noiembrie 2011Etapa XIV | FC Astra II Giurgiu | 0-2 | CF Brăila                           | Giurgiu                                                           |  |
| 11:00 EEST                 |                     |     | Silviu MOISE(52'), Gabriel ION(80') | Stadion: Stadionul Marin Anastasovici Spectatori: 1,000 (approx.) |  |

| 27 noiembrie 2011Etapa XV | CF Brăila                                                    | 3-0 | Gloria Buzău | Brăila                                                          |  |
| 11:00 EEST                | Gabriel BOSOI(18'), Emmanuel NDIGWE(70'), Emekwue HENRY(77') |     |              | Stadion: Stadionul Municipal Brăila Spectatori: 3,000 (approx.) |  |

| 16 martie 2012Etapa XVI | CF Brăila                                         | 2-1 | FC Botoșani          | Brăila                                                          |  |
| 11:00 EEST              | Clement PĂLIMARU(1 - pen.'), Adrian CÂMPEANU(17') |     | Bogdan GHICEANU(83') | Stadion: Stadionul Municipal Brăila Spectatori: 6,000 (approx.) |  |

| 24 martie 2011Etapa XVII | FC Snagov | 0-2 | CF Brăila                                   | Snagov                                              |  |
| 11:00 EEST               |           |     | Gabriel Marius ION(6'), Cosmin NECOARĂ(44') | Stadion: Stadionul Snagov Spectatori: 200 (approx.) |  |

| 31 martie 2012Etapa XVIII | CF Brăila | 3-0 | Victoria Brănești | Brăila                                                      |  |
| 11:00 EEST                |           |     |                   | Stadion: Stadionul Municipal Brăila Spectatori: 0 (approx.) |  |

| 4 aprilie 2011Etapa XIX | Callatis Mangalia                                                          | 4-1 | CF Brăila             | Mangalia                                             |  |
| 11:00 EEST              | Răzvan Tudor DAMIAN(3'), Andrei SIN(56'), Enis BOLAT(80'), Andrei SIN(84') |     | Clement PĂLIMARU(25') | Stadion: Stadionul Central Spectatori: 200 (approx.) |  |

| 7 aprilie 2012Etapa XX | CF Brăila             | 1-3 | Săgeata Năvodari                                                  | Brăila                                                          |  |
| 11:00 EEST             | Clement PĂLIMARU(65') |     | Ovidiu VEZAN(15'), Alexandru CHIȚU(52 - pen.'),Dorel ZAHARIA(85') | Stadion: Stadionul Municipal Brăila Spectatori: 3,000 (approx.) |  |

| 13 aprilie 2011Etapa XXI | CSMS Iași                                                     | 3-0 | CF Brăila | Iași                                                             |  |
| 11:00 EEST               | Ramses GADO(40'), Ciprian MILEA(43'), Andrei HERGHELIGIU(90') |     |           | Stadion: Stadionul Emil Alexandrescu Spectatori: 2,000 (approx.) |  |

| 22 aprilie 2012Etapa XXII | CF Brăila                                                                               | 4-1 | Dunărea Galați     | Brăila                                                          |  |
| 11:00 EEST                | Călin Lucian MARIN(1'), Clement PĂLIMARU(30'), Gabriel BOSOI(49'), Adrian CÂMPEANU(59') |     | Daniel FLOREA(23') | Stadion: Stadionul Municipal Brăila Spectatori: 4,000 (approx.) |  |

| 25 aprilie 2011Etapa XXIII | FCM Bacău                             | 2-3 | CF Brăila                                                                 | Bacău                                                          |  |
| 11:00 EEST                 | Ionuț URSU(33'), Adrian HURDUBEI(70') |     | Adrian CÂMPEANU(12'), Clement PĂLIMARU(60'), Clement PĂLIMARU(61 - pen.') | Stadion: Stadionul Municipal Bacău Spectatori: 2,000 (approx.) |  |

| 28 aprilie 2011Etapa XXIV | Farul Constanța                                    | 2-1 | CF Brăila           | Constanța                                            |  |
| 11:00 EEST                | Robert Gabriel NEAGOE(7'), Radu Lucian SASCĂU(12') |     | Cosmin NECOARĂ(56') | Stadion: Stadionul Farul Spectatori: 2,000 (approx.) |  |

| 05 mai 2012Etapa XXV | CF Brăila | 0-2 | FC Viitorul Constanța                            | Brăila                                                          |  |
| 11:00 EEST           |           |     | Gabriel Cristian IANCU(53'), Aurelian CHIȚU(74') | Stadion: Stadionul Municipal Brăila Spectatori: 6,000 (approx.) |  |

| 12 aprilie 2011Etapa XXVI | FC Dinamo II București | 0-0 | CF Brăila | București                                                      |  |
| 11:00 EEST                |                        |     |           | Stadion: Stadionul Florea Dumitrache Spectatori: 500 (approx.) |  |

| 16 mai 2012Etapa XXVII | CF Brăila                                                                                         | 4-0 | CS Otopeni | Brăila                                                          |  |
| 11:00 EEST             | Stelică NICOLIȚĂ(3'), Andrei Răducu PUȘCAȘU(13'), Dănuț Tănăsel PRODAN(26'), Adrian CÂMPEANU(44') |     |            | Stadion: Stadionul Municipal Brăila Spectatori: 2,000 (approx.) |  |

| 19 aprilie 2011Etapa XXVIII | FC Delta Tulcea                                        | 2-1 | CF Brăila                         | Tulcea                                               |  |
| 11:00 EEST                  | Daniel Constantin FLOREA(48'), Ionuț Andrei FILIP(68') |     | Daniel Victor GRIGOROV(aut - 40') | Stadion: Stadionul Delta Spectatori: 1,000 (approx.) |  |

| 26 mai 2012Etapa XXIX | CF Brăila                                      | 2-1 | FC Astra II Giurgiu      | Brăila                                                          |  |
| 11:00 EEST            | Cosmin NECOARĂ(50'), Cosmin NECOARĂ(pen - 88') |     | Daniel Ioan HOPRICH(54') | Stadion: Stadionul Municipal Brăila Spectatori: 2,000 (approx.) |  |

| 1 iunie 2011Etapa XXX | FC Gloria Buzău  | 1-5 | CF Brăila | Buzău                                                          |  |
| 11:00 EEST            | Bruno GOMIS(38') |     | Gabriel BOSOI(36'), Adrian CÂMPEANU(55'), Cosmin NECOARĂ(64 - pen.'), Cosmin NECOARĂ(78'), Silviu Cristian MOISE(88' | Stadion: Stadionul Municipal Buzău Spectatori: 1,000 (approx.) |  |

## Seria I (Est)

### Clasament
| Poz | Echipa                 | MJ | V  | E  | Î  | GM | GP | G   | Pct | Promovare sau retrogradare   |
| --- | ---------------------- | -- | -- | -- | -- | -- | -- | --- | --- | ---------------------------- |
| 1   | Viitorul Constanța (P) | 30 | 17 | 10 | 3  | 55 | 18 | +37 | 61  | Promovare în Liga I          |
| 2   | Poli Iași (P)          | 30 | 19 | 4  | 7  | 51 | 26 | +25 | 61  | Promovare în Liga I          |
| 3   | Delta Tulcea           | 30 | 17 | 8  | 5  | 55 | 28 | +27 | 59  |                              |
| 4   | Team Săgeata⁠(d)        | 30 | 14 | 7  | 9  | 47 | 33 | +14 | 49  |                              |
| 5   | FC Botoșani            | 30 | 13 | 9  | 8  | 42 | 31 | +11 | 48  |                              |
| 6   | CF Brăila              | 30 | 15 | 3  | 12 | 47 | 40 | +7  | 48  |                              |
| 7   | FCM Bacău              | 30 | 13 | 6  | 11 | 43 | 31 | +12 | 45  |                              |
| 8   | Farul Constanța        | 30 | 11 | 11 | 8  | 45 | 42 | +3  | 44  |                              |
| 9   | Callatis Mangalia      | 30 | 13 | 4  | 13 | 43 | 41 | +2  | 43  |                              |
| 10  | Dunărea Galați         | 30 | 11 | 7  | 12 | 38 | 40 | −2  | 40  |                              |
| 11  | Astra II               | 30 | 10 | 6  | 14 | 36 | 48 | −12 | 36  |                              |
| 12  | CS Otopeni             | 30 | 10 | 5  | 15 | 37 | 44 | −7  | 35  |                              |
| 13  | Dinamo                 | 30 | 8  | 10 | 12 | 32 | 35 | −3  | 34  |                              |
| 14  | Voința Snagov (R)      | 29 | 6  | 6  | 17 | 29 | 60 | −31 | 24  | Retrogradare în Liga a III-a |
| 15  | Gloria Buzău (R)       | 30 | 6  | 5  | 19 | 26 | 62 | −36 | 23  | Retrogradare în Liga a III-a |
| 16  | Victoria Brănești (R)  | 29 | 4  | 3  | 22 | 17 | 64 | −47 | 15  | Retrogradare în Liga a III-a |

Sursa: Liga II
Reguli de clasare: 
1) puncte; 2) diferența de goluri; 3) goluri marcate.
POZ = Poziția în clasament; (C) = Campioană; (R) = Retrogradată; (P) = Promovată; (E) = Eliminată; (O) = Câștigătoare de play-off; (A) = Avansează în runda următoare. 
Aplicabil doar când sezonul nu este terminat: 
(Q) = Calificare în faza competiției indicată; (TQ) = Calificare în competiție, dar încă nu în faza indicată; (RQ) = Calificată în competiția de retrogradare indicată; (DQ) = Descalificată din competiție.

## Cupa României 2011-2012
CF Brăila a participat in acest sezon al Cupei Romaniei din faza a IV-a
| a IV-a        | 3-1 | Delta Tulcea     |
| a V-a         | 2-0 | Săgeata Năvodari |
| Saisprezecimi | 0-1 | Gaz Metan Mediaș |

## Pre-sezon
Meciuri amicale: 
| 31 iulie 2011Meciul 1 | Conpet Cireșu | 1-1 | CF Brăila | Brăila |  |
| 18:00 EEST            |               |     |           |        |  |

| 6 august 2011Meciul 2 | CF Brăila                              | 5-1 | Prahova Tomșani | Berca                                                       |  |
| 18:00 EEST            | Henry, Pungă, Necoară, Pălimaru, Moise |     |                 | Stadion: Stadionul Petrolul Berca Spectatori: 100 (approx.) |  |

| 10 august 2011Meciul 3 | CF Brăila       | 2-0 | Dinamo II București | Berca                                                       |  |
| 18:00 EEST             | Călin, Pălimaru |     |                     | Stadion: Stadionul Petrolul Berca Spectatori: 100 (approx.) |  |